# Tenemos Wifi
Tenemos Wifi fue un programa de televisión argentino dedicado principalmente al público joven. Se estrenó el 21 de marzo de 2018, por el canal KZO, con la conducción de Nicolás Occhiato y Florencia Vigna, quien posteriormente es reemplazada por Stefanía Roitman. 
El programa inicia el 1 de octubre del mismo año una segunda etapa de su primera temporada, emitiéndose esta vez por el canal Net TV y su repetición por el canal KZO.

## Formato
El programa cuenta con diversos invitados durante cada emisión, quienes se someten a diversos cuestionarios, concursos y desafíos. El programa además cuenta con un gran enfoque a las redes sociales, utilizando plataformas como Twitter, Instagram, YouTube y Facebook.
Dentro de los invitados destacan diversos youtubers e instagramers, así como diversos artistas jóvenes principalmente bandas y cantantes

## Emisión
- Por KZO (Lunes a viernes 20.00 h)
- Por Net TV (Sábados de 19.00 a 20.00 h)

## Equipo

### Conductores
- Nicolás Occhiato (2018-2019)
- Florencia Vigna (2018)
- Stefanía Roitman (2018-2019)

### Personal
- Agustín Battioni (2018-2019)
- Sergio Celli (2018)
- Connie Isla (2018)
- Axel Neri (2018)
- Valentín Vera (2018)
- Tomás De Franco (2018)
- Bomba Allende (2018-2019)
- Estefanía Berardi (2018)
- Delfina Ferrari (2018)
- Luisina Ojeda (2018-2019)
- Azul Kobi (2018)
- Juli Pérez Regio (2018-2021)
- Julián Bellese (2018- 2019)
- Carola Almiron (2018)
- Lara Simone (2018-2019)
- Agostina de la Fuente (2018)
- Lucas Loccisano (2019)
- Florencia Jazmín Peña (2019)
- Cristian Sergio (2018-2019)
- Agostina Alarcón (2019)
- Ornella Quarelli (2019)
- Guadalupe Ballestero (2019-2021)

## Invitados

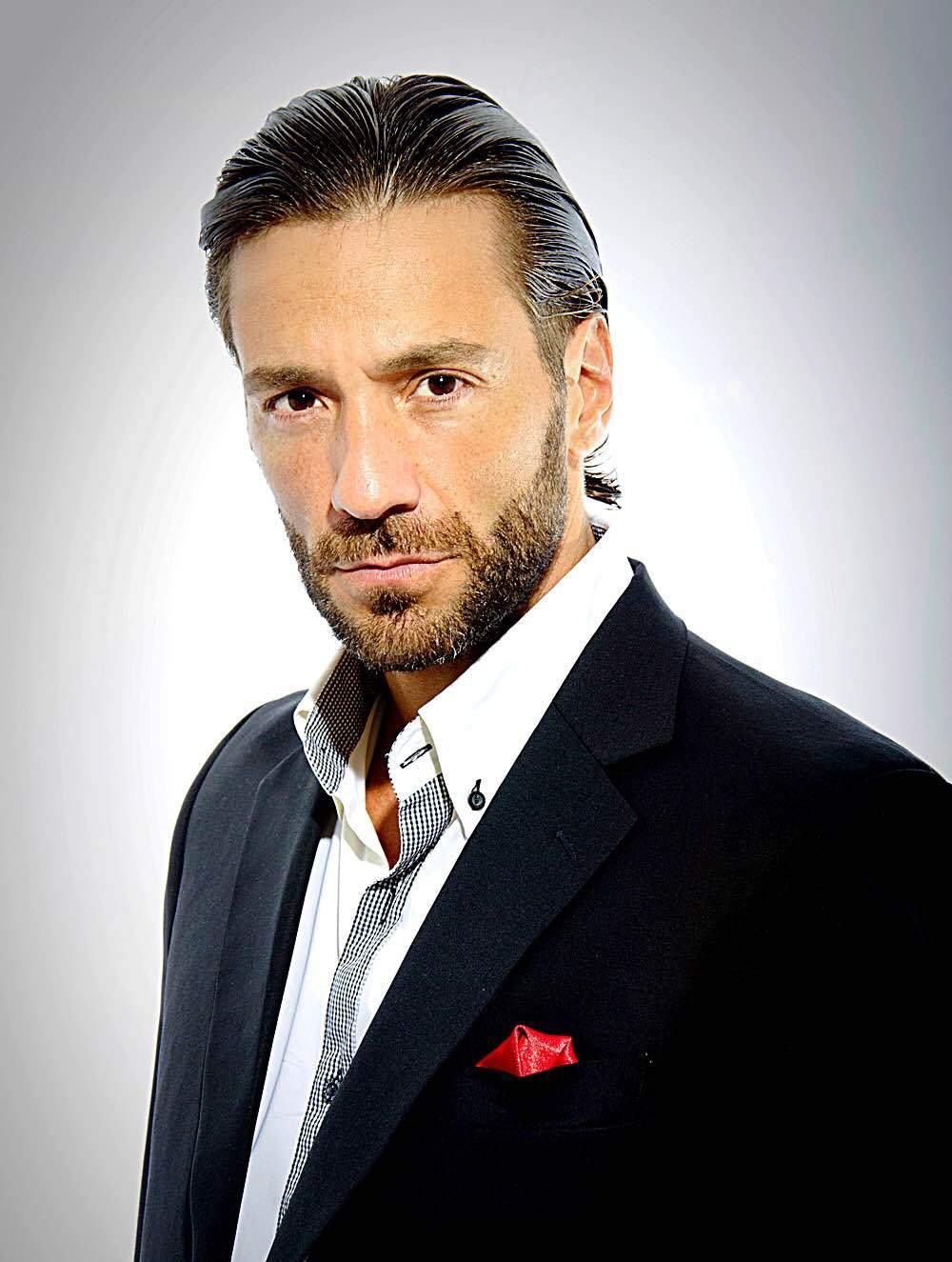
Gustavo Conti, invitado al programa #13 del 10/04/2018

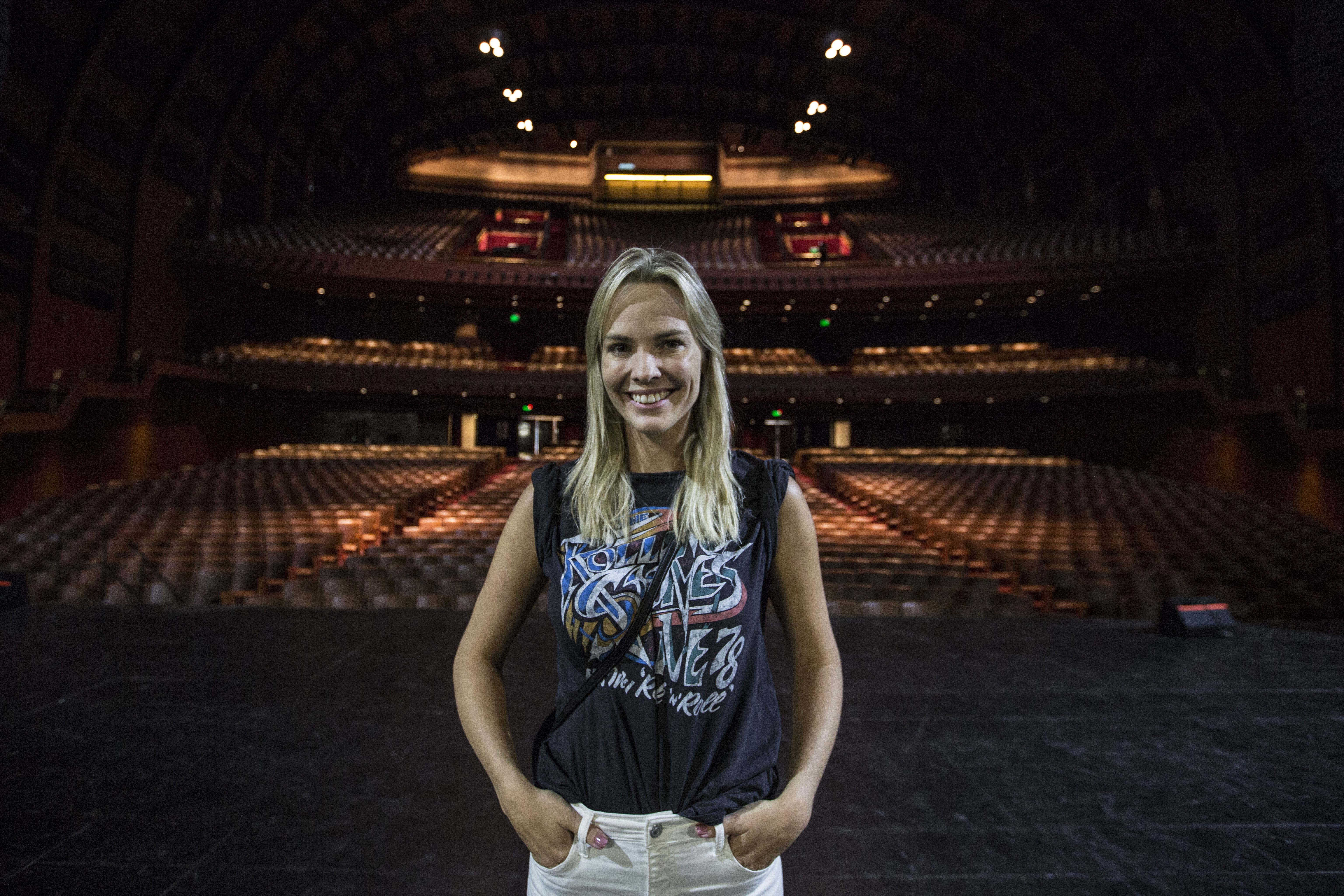
Mariana Seligmann "Muni", invitada al programa #24 del 25/04/2018

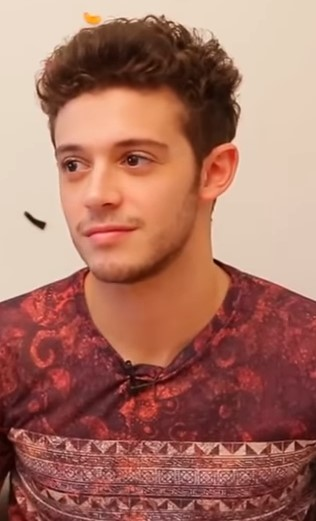
Ruggero Pasquarelli, invitado a los programas #30 y #31

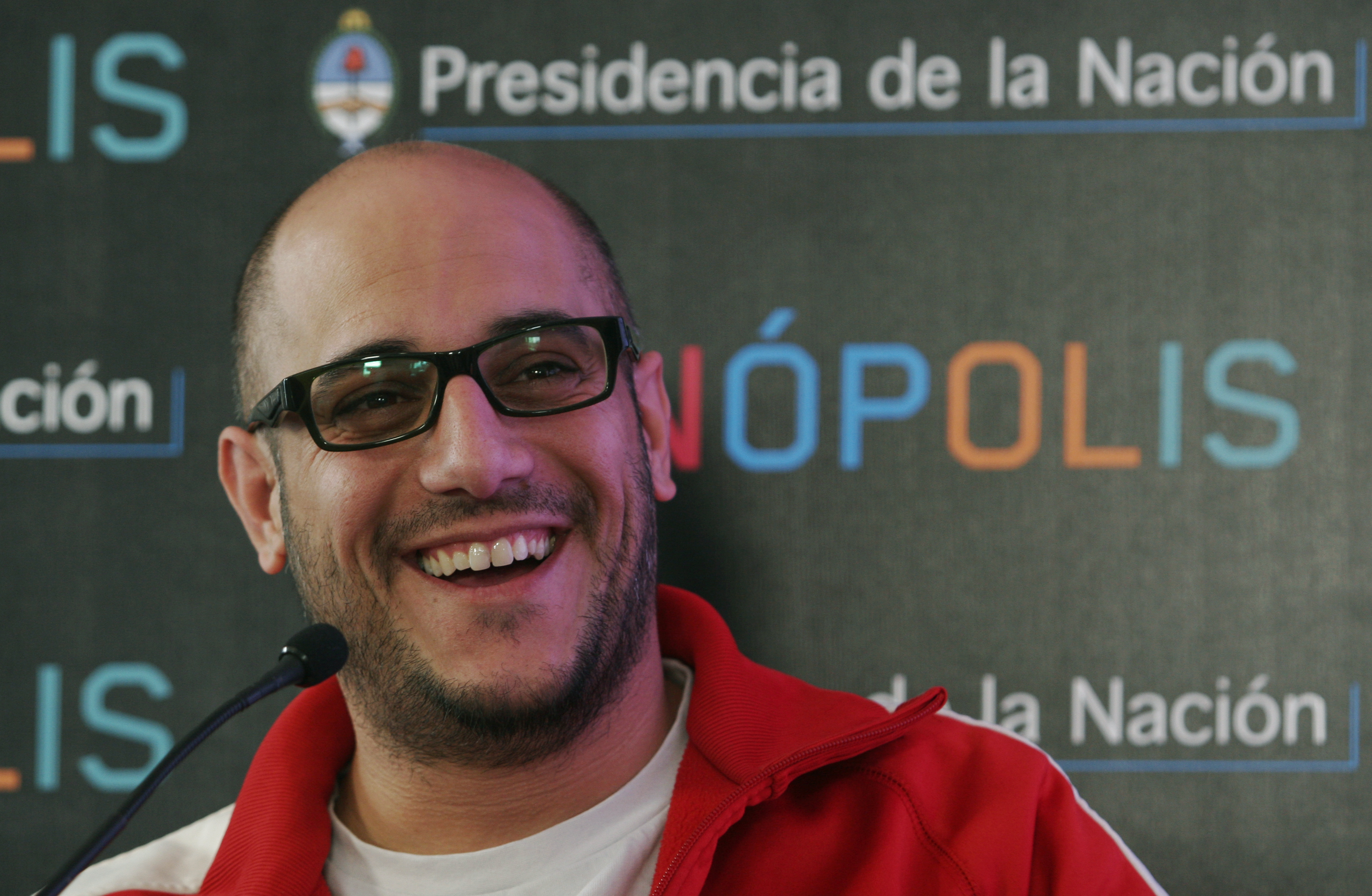
Guillermo "Fierita" Catalano, invitado al programa #51 del 05/06/2018

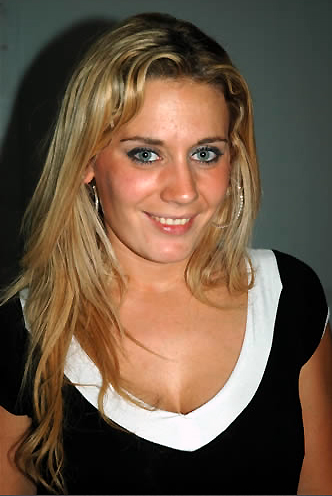
Rocío Marengo, invitada a los programas #60 y #134

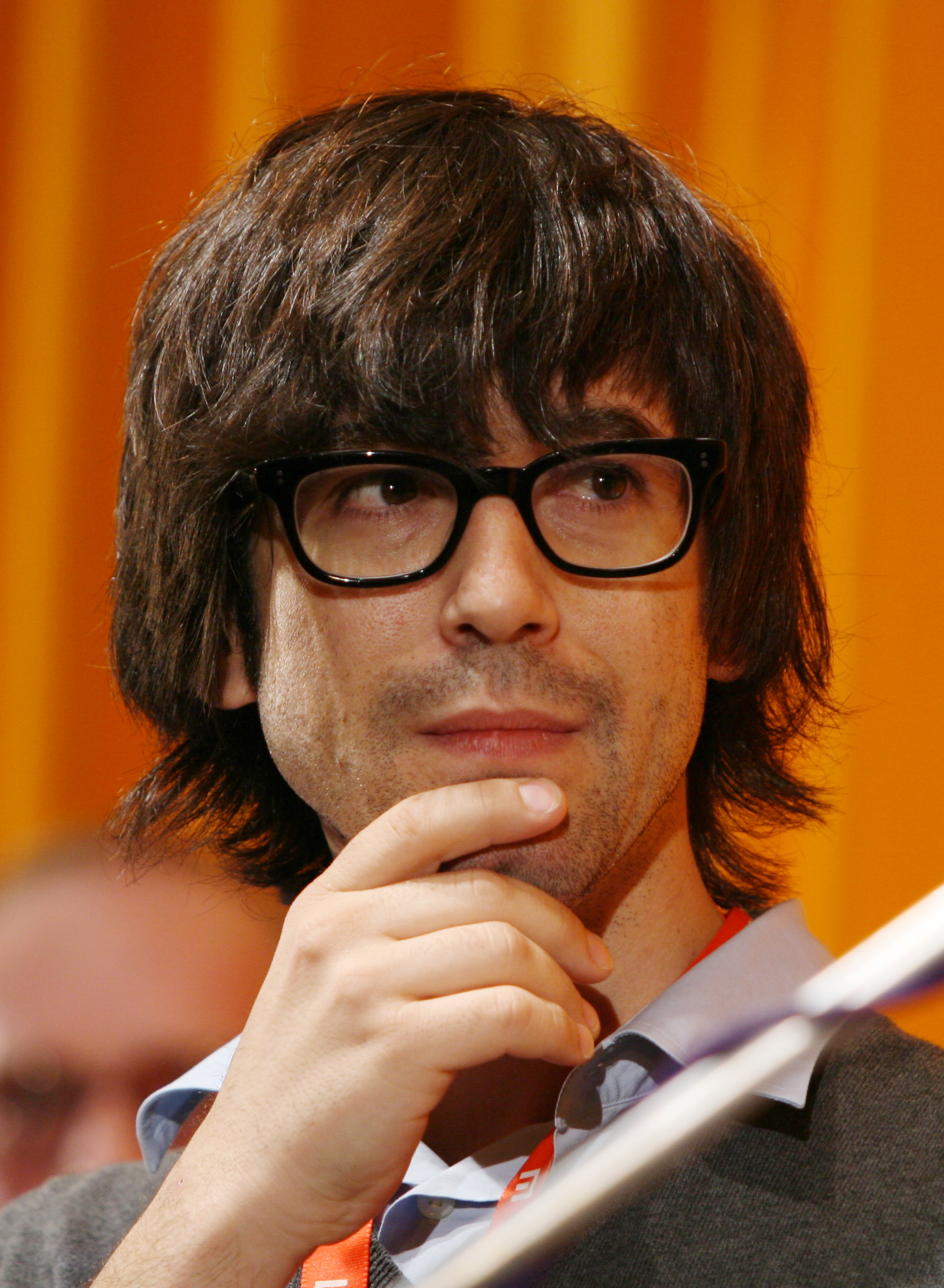
Luis Piedrahíta, invitado al programa #70 del 04/07/2018

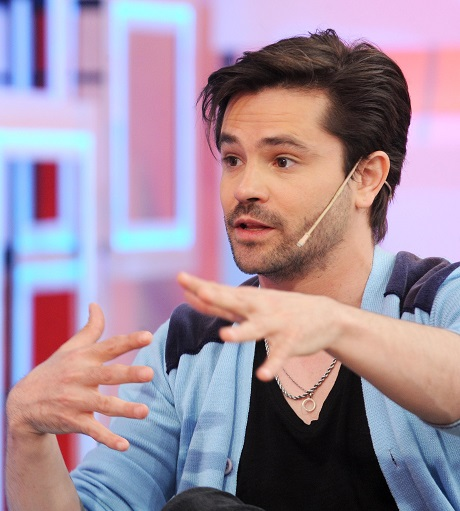
Felipe Colombo, invitado al programa #97 del 13/08/2018

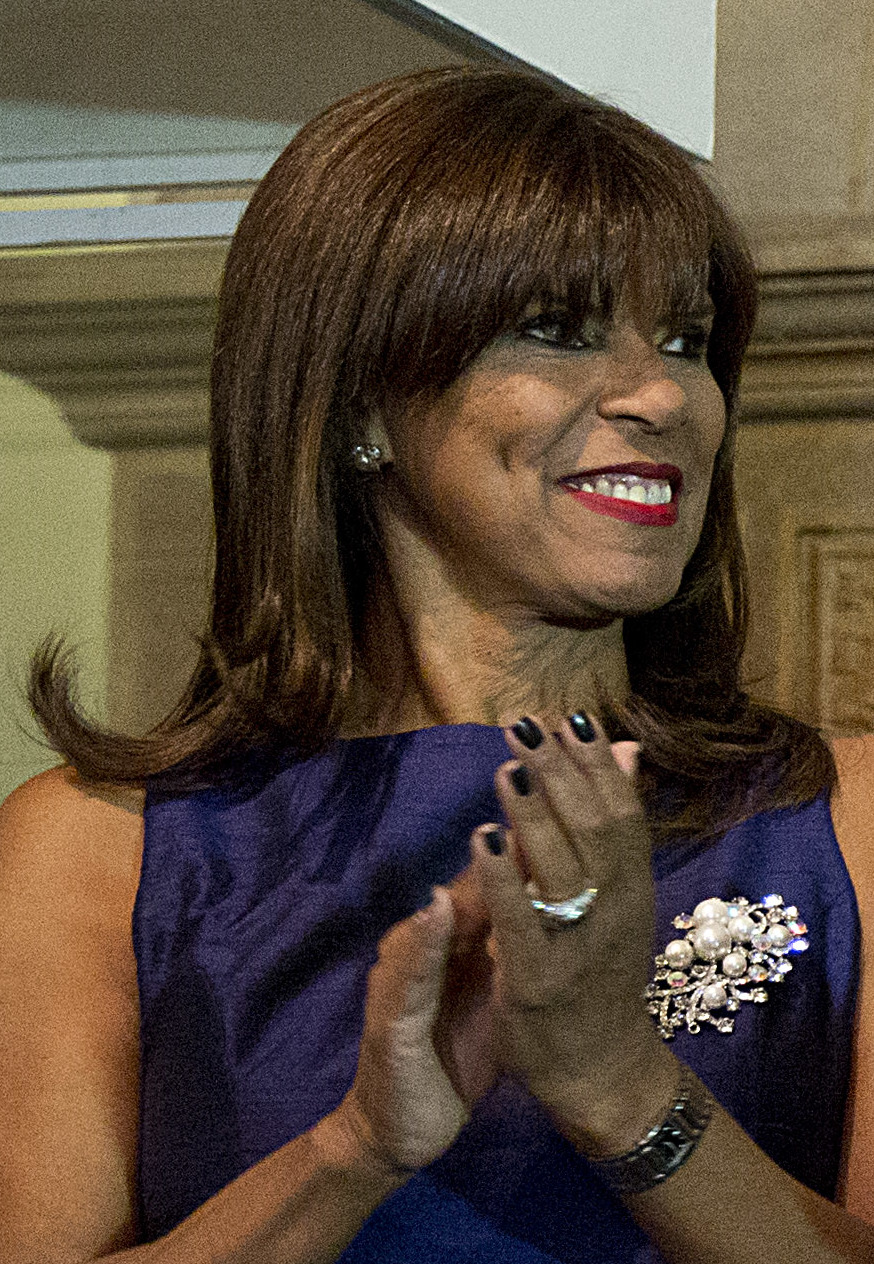
Anamá Ferreyra, invitada al programa #136 del 10/10/2018

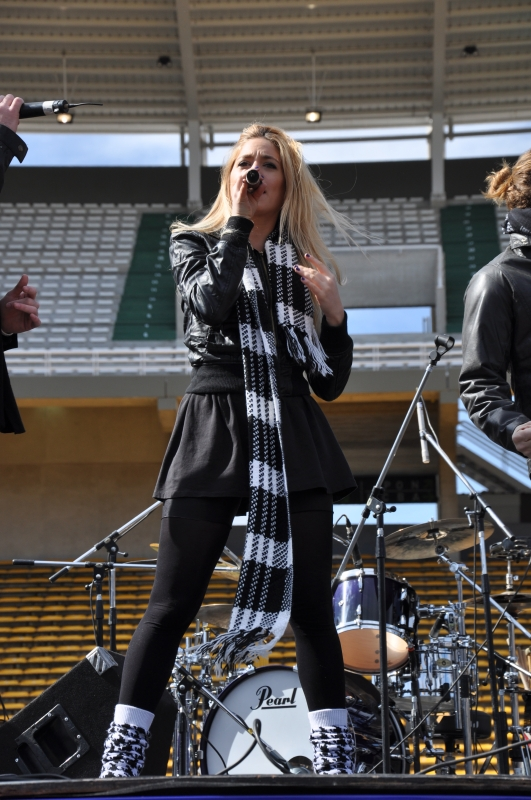
Rocío Igarzábal, invitada al programa #137 del 11/10/2018

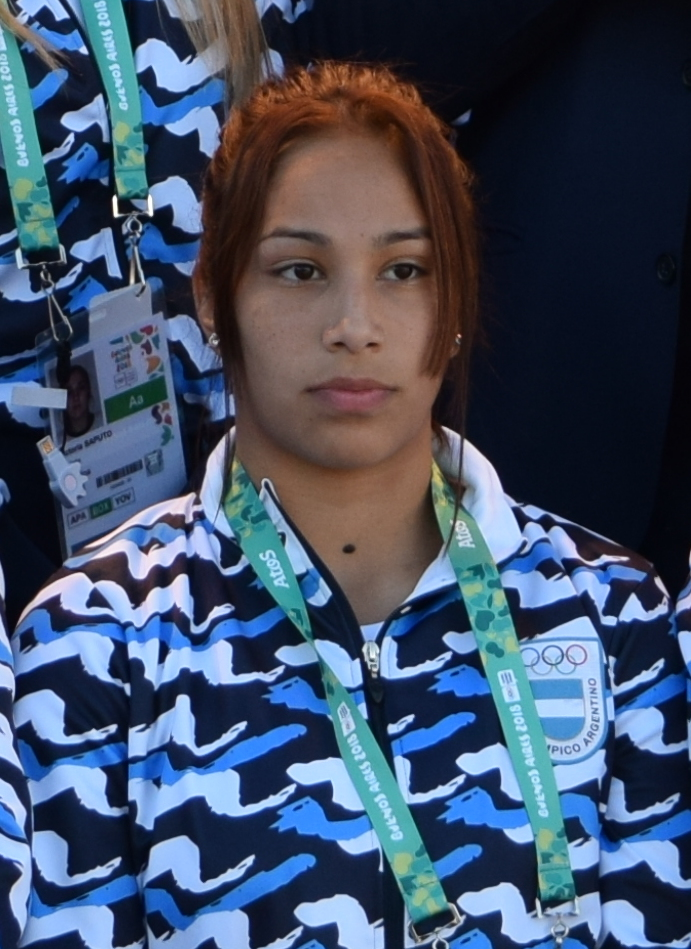
Linda Machuca, invitada al programa #141 del 17/10/2018

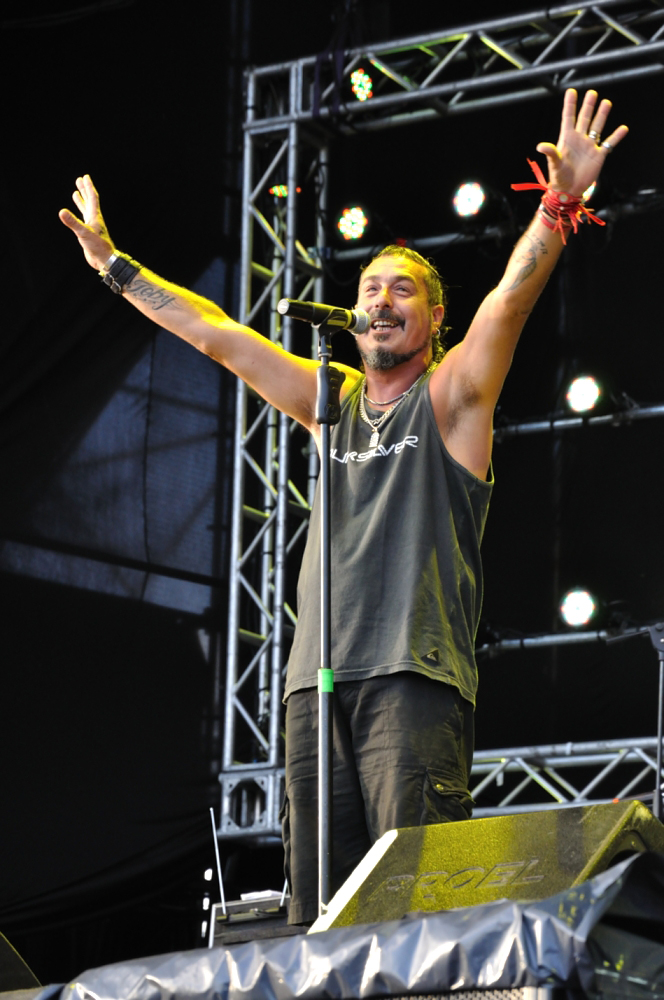
Martín "Mono" Fabio, invitado al programa #156 del 07/11/2018

| 1   | 21-03 | Gastón Soffritti                                     | [ 1 ]   |
| 2   | 22-03 | Sofía Morandi                                        | [ 2 ]   |
| 3   | 23-03 | Benjamín Amadeo                                      | [ 3 ]   |
| 4   | 26-03 | Candelaria Molfese y Juan Marconi                    | [ 4 ]   |
| 5   | 27-03 | Melina Lezcano                                       | [ 5 ]   |
| 6   | 28-03 | Daiana "Dai" Hernández                               | [ 6 ]   |
| 7   | 29-03 | Benjamín Alfonso                                     | [ 7 ]   |
| 8   | 03-04 | Julián Serrano                                       | [ 8 ]   |
| 9   | 04-04 | Agustín Aristarán                                    | [ 9 ]   |
| 10  | 05-04 | Manuela Viale y Juan Mateo "Coco" Halle              | [ 10 ]  |
| 11  | 06-04 | Lionel Ferro                                         | [ 11 ]  |
| 12  | 09-04 | Mariano Bondar y Martín Salwe                        | [ 12 ]  |
| 13  | 10-04 | Gustavo Conti                                        | [ 13 ]  |
| 14  | 11-04 | Sebastián Presta                                     | [ 14 ]  |
| 15  | 12-04 | Gabo Usandivaras y Bomba Allende                     | [ 15 ]  |
| 16  | 13-04 | Johanna Francella                                    | [ 16 ]  |
| 17  | 16-04 | Dani La Chepi                                        | [ 17 ]  |
| 18  | 17-04 | Macarena Rinaldi                                     | [ 18 ]  |
| 19  | 18-04 | Tomás Kirzner                                        | [ 19 ]  |
| 20  | 19-04 | Fausto Bengoechea y Gabriel Plastina                 | [ 20 ]  |
| 21  | 20-04 | V-One, Soledad Macchi y Valentina Salezzi            | [ 21 ]  |
| 22  | 23-04 | Lourdes Sánchez                                      | [ 22 ]  |
| 23  | 24-04 | Jorge Moliniers                                      | [ 23 ]  |
| 24  | 25-04 | Mariana Seligmann                                    | [ 24 ]  |
| 25  | 26-04 | Celeste Muriega                                      | [ 25 ]  |
| 26  | 27-04 | Micaela Vázquez                                      | [ 26 ]  |
| 27  | 28-04 | Carolina Kopelioff                                   | [ 27 ]  |
| 28  | 02-05 | Malena Narvay                                        | [ 28 ]  |
| 29  | 03-05 | Nazareno Móttola                                     | [ 29 ]  |
| 30  | 04-05 | Ruggero Pasquarelli                                  | [ 30 ]  |
| 31  | 07-05 | Ruggero Pasquarelli (2) y Benjamín Alfonso (2)       | [ 31 ]  |
| 32  | 08-05 | Santiago Maratea                                     | [ 32 ]  |
| 33  | 09-05 | Bautista Lena                                        | [ 33 ]  |
| 34  | 10-05 | Fernando Bertona                                     | [ 34 ]  |
| 35  | 11-05 | Jazmín Laport y Julián Bellese                       | [ 35 ]  |
| 36  | 14-05 | Pitty la Numeróloga                                  | [ 36 ]  |
| 37  | 15-05 | Belén Pouchán                                        | [ 37 ]  |
| 38  | 16-05 | Bárbara Franco                                       | [ 38 ]  |
| 39  | 17-05 | Magui Bravi                                          | [ 39 ]  |
| 40  | 18-05 | Julieta Puente                                       | [ 40 ]  |
| 41  | 21-05 | Andrés Gil                                           | [ 41 ]  |
| 42  | 22-05 | Nacho Nayar y Ramiro Nayar                           | [ 42 ]  |
| 43  | 23-05 | Christian Sancho                                     | [ 43 ]  |
| 44  | 24-05 | Serafín Dengra                                       | [ 44 ]  |
| 45  | 28-05 | Pato Galván                                          | [ 45 ]  |
| 46  | 29-05 | Agustina Palma                                       | [ 46 ]  |
| 47  | 30-05 | Leticia Siciliani y Martín Landeira                  | [ 47 ]  |
| 48  | 31-05 | Jean Carlos "El rey del mambo"                       | [ 48 ]  |
| 49  | 01-06 | Stephanie Demner                                     | [ 49 ]  |
| 50  | 04-06 | Stefanía Roitman y Ana Izaguirre                     | [ 50 ]  |
| 51  | 05-06 | Guillermo "Fierita" Catalano                         | [ 51 ]  |
| 52  | 06-06 | Sofía "Jujuy" Jiménez y Juan Pablo González          | [ 52 ]  |
| 53  | 07-06 | Dobles de la Selección de fútbol de Argentina        | [ 53 ]  |
| 54  | 08-06 | Pablo Giménez "Sinema"                               | [ 54 ]  |
| 55  | 11-06 | Juan Paya                                            | [ 55 ]  |
| 56  | 12-06 | CAE                                                  | [ 56 ]  |
| 57  | 13-06 | Natalia Franzoni                                     | [ 57 ]  |
| 58  | 14-06 | Hernán Drago                                         | [ 58 ]  |
| 59  | 15-06 | Luly Drozdek, Agustina Mindlin y Franco Rizzaro      | [ 59 ]  |
| 60  | 18-06 | Rocío Marengo y Juan Pablo Cecchi "Jota ilusionista" | [ 60 ]  |
| 61  | 19-06 | Lhoan                                                | [ 61 ]  |
| 62  | 21-06 | Mariano de la Canal                                  | [ 62 ]  |
| 63  | 22-06 | Milagros Masini                                      | [ 63 ]  |
| 64  | 26-06 | Paula Amoedo                                         | [ 64 ]  |
| 65  | 27-06 | Diego Mesaglio y Santiago Stieben                    | [ 65 ]  |
| 66  | 28-06 | MYA                                                  | [ 66 ]  |
| 67  | 29-06 | Bianca Di Pasquale                                   | [ 67 ]  |
| 68  | 02-07 | Federico Barón                                       | [ 68 ]  |
| 69  | 03-07 | Marcelo Iripino                                      | [ 69 ]  |
| 70  | 04-07 | Luis Piedrahíta                                      | [ 70 ]  |
| 71  | 05-07 | Juan Pérsico                                         | [ 71 ]  |
| 72  | 09-07 | Florencia Vigna                                      | [ 72 ]  |
| 73  | 10-07 | Facundo Insúa                                        | [ 73 ]  |
| 74  | 11-07 | Paz Cornú                                            | [ 74 ]  |
| 75  | 12-07 | Santiago "Tyago" Griffo                              | [ 75 ]  |
| 76  | 13-07 | Fernando Carlos                                      | [ 76 ]  |
| 77  | 16-07 | Mica Suárez                                          | [ 77 ]  |
| 78  | 17-07 | Noelia Marzol                                        | [ 78 ]  |
| 79  | 18-07 | Miguel Ángel Cherutti                                | [ 79 ]  |
| 80  | 19-07 | Robertino Tarantini                                  | [ 80 ]  |
| 81  | 20-07 | Marcela Tauro                                        | [ 81 ]  |
| 82  | 23-07 | Cristian U                                           | [ 82 ]  |
| 83  | 24-07 | Joaquín Berthold                                     | [ 83 ]  |
| 84  | 25-07 | Agustín Sierra                                       | [ 84 ]  |
| 85  | 26-07 | Matilda Blanco                                       | [ 85 ]  |
| 86  | 27-07 | Rodrigo Noya                                         | [ 86 ]  |
| 87  | 30-07 | Brian Buley y Julián Serrano (2)                     | [ 87 ]  |
| 88  | 31-07 | Matías Napp                                          | [ 88 ]  |
| 89  | 01-08 | Paty Cantú                                           | [ 89 ]  |
| 90  | 02-08 | Federico Cyrulnik                                    | [ 90 ]  |
| 91  | 03-08 | Tito Speranza                                        | [ 91 ]  |
| 92  | 06-08 | Lucas Spadafora y Valentina Salezzi (2)              | [ 92 ]  |
| 93  | 07-08 | Cecilia "Caramelito" Carrizo                         | [ 93 ]  |
| 94  | 08-08 | Tomás Dente                                          | [ 94 ]  |
| 95  | 09-08 | Imanol Rodríguez y Julieta Puente (2)                | [ 95 ]  |
| 96  | 10-08 | Marian Farjat                                        | [ 96 ]  |
| 97  | 13-08 | Felipe Colombo                                       | [ 97 ]  |
| 98  | 14-08 | Ángeles Balbiani                                     | [ 98 ]  |
| 99  | 15-08 | Matías Mayer                                         | [ 99 ]  |
| 100 | 16-08 | Florencia Vigna (2)                                  | [ 100 ] |
| 101 | 17-08 | Matías Alé                                           | [ 101 ] |
| 102 | 21-08 | Militta Bora                                         | [ 102 ] |
| 103 | 22-08 | Goofy González                                       | [ 103 ] |
| 104 | 23-08 | Pablo Giménez "Sinema" (2)                           | [ 104 ] |
| 105 | 24-08 | Brian Lanzelotta                                     | [ 105 ] |
| 106 | 27-08 | Martín Coggi                                         | [ 106 ] |
| 107 | 28-08 | Florencia Torrente                                   | [ 107 ] |
| 108 | 29-08 | Matías Desiderio                                     | [ 108 ] |
| 109 | 30-08 | Franco Torchia                                       | [ 109 ] |
| 110 | 31-08 | Tomi Pérsico                                         | [ 110 ] |
| 111 | 03-09 | Naiara Awada                                         | [ 111 ] |
| 112 | 04-09 | Julián Weich                                         | [ 112 ] |
| 113 | 05-09 | Vanesa Butera                                        | [ 113 ] |
| 114 | 06-09 | Juan Ignacio Martínez                                | [ 114 ] |
| 115 | 07-09 | Antonella Macchi                                     | [ 115 ] |
| 116 | 10-09 | Gabriel Gallichio                                    | [ 116 ] |
| 117 | 11-09 | Paula Morales                                        | [ 117 ] |
| 118 | 12-09 | Alejandro Müller                                     | [ 118 ] |
| 119 | 13-09 | Sofía Pachano                                        | [ 119 ] |
| 120 | 16-09 |                                                      |         |
| 121 | 17-09 | Candela Vetrano                                      | [ 120 ] |
| 122 | 18-09 | Malena Sánchez                                       | [ 121 ] |
| 123 | 19-09 | Mariano Caprarola                                    | [ 122 ] |
| 124 | 20-09 | Roberto Peña                                         | [ 123 ] |
| 125 | 21-09 | Jimena La Torre                                      | [ 124 ] |
| 126 | 26-09 | Bautista Lena (2)                                    | [ 125 ] |
| 127 | 27-09 | Diego Mesaglio (2)                                   | [ 126 ] |
| 128 | 28-09 |                                                      |         |

| 129 | 01-10 | Fátima Flórez y Gastón Soffritti (2)             | [ 127 ] |
| 130 | 02-10 | Germán Tripel                                    | [ 128 ] |
| 131 | 03-10 | Tomás Kirzner (2)                                | [ 129 ] |
| 132 | 04-10 | Melina Lezcano (2)                               | [ 130 ] |
| 133 | 05-10 | Inés Palombo y Magdalena "Magui" Bravi (2)       | [ 131 ] |
| 134 | 08-10 | Rocío Marengo (2)                                | [ 132 ] |
| 135 | 09-10 | Iliana Calabró                                   | [ 133 ] |
| 136 | 10-10 | Anamá Ferreyra                                   | [ 134 ] |
| 137 | 11-10 | Rocío Igarzábal                                  | [ 135 ] |
| 138 | 12-10 | Jorge Moliniers (2)                              | [ 136 ] |
| 139 | 15-10 | Noelia Marzol (2)                                | [ 137 ] |
| 140 | 16-10 | Mariano "Broly" Carvajal y Matilda Blanco (2)    | [ 138 ] |
| 141 | 17-10 | Linda Machuca                                    | [ 139 ] |
| 142 | 18-10 | La K'onga                                        | [ 140 ] |
| 143 | 19-10 | Bárbara Franco (2)                               | [ 141 ] |
| 144 | 22-10 | Fernando Bertona (2)                             | [ 142 ] |
| 145 | 23-10 | Brian Buley (2)                                  | [ 143 ] |
| 146 | 24-10 | Stefy Xipolitakis                                | [ 144 ] |
| 147 | 25-10 | Teto Medina                                      | [ 145 ] |
| 148 | 26-10 | Mora Godoy                                       | [ 146 ] |
| 149 | 29-10 | Santiago "Tyago" Griffo (2)                      | [ 147 ] |
| 150 | 30-10 | Valeria Gastaldi                                 | [ 148 ] |
| 151 | 31-10 | Agustín Casanova                                 | [ 149 ] |
| 152 | 01-11 | Banda XXI                                        | [ 150 ] |
| 153 | 02-11 | Jimena La Torre (2)                              | [ 151 ] |
| 154 | 05-11 | Florencia Vigna (3)                              | [ 152 ] |
| 155 | 06-11 | Matías Mayer (2)                                 | [ 153 ] |
| 156 | 07-11 | Martín Fabio                                     | [ 154 ] |
| 157 | 08-11 | CAE (2)                                          | [ 155 ] |
| 158 | 09-11 | Gabriel Gallichio (2)                            | [ 156 ] |
| 159 | 12-11 | Rodrigo Noya (2) y Jimena La Torre (3)           | [ 157 ] |
| 160 | 13-11 | Miguel Ángel Cherutti (2)                        | [ 158 ] |
| 161 | 14-11 | Donald                                           | [ 159 ] |
| 162 | 15-11 | Teresa Calandra                                  | [ 160 ] |
| 163 | 16-11 | -                                                | [ 161 ] |
| 164 | 19-11 | Joel Ledesma                                     | [ 162 ] |
| 165 | 20-11 | -                                                | [ 163 ] |
| 166 | 21-11 | Paula Amoedo (2)                                 | [ 164 ] |
| 167 | 22-11 | Jeremías Batto                                   | [ 165 ] |
| 168 | 23-11 | Lola Morán                                       | [ 166 ] |
| 169 | 26-11 | Gastón Soffritti (3)                             | [ 167 ] |
| 170 | 27-11 | Adabel Guerrero                                  | [ 168 ] |
| 171 | 28-11 | Agustín Reyero y Micaela Vázquez (2)             | [ 169 ] |
| 172 | 29-11 | Jorge Moliniers (3)                              | [ 170 ] |
| 173 | 30-11 | -                                                | [ 171 ] |
| 174 | 03-12 | Ricky Maravilla                                  | [ 172 ] |
| 175 | 04-12 | Florencia Marcasoli                              | [ 173 ] |
| 176 | 05-12 | Belén Pouchán (2)                                | [ 174 ] |
| 177 | 06-12 | Fiorela Duranda, Jeremías Batto y Franco Rizzaro | [ 175 ] |
| 178 | 07-12 | Rodrigo Romero                                   | [ 176 ] |
| 179 | 10-12 | Melina Lezcano (3)                               | [ 177 ] |
| 180 | 11-12 | Sergio Verón y Giorgina Aguirrezabala            | [ 178 ] |
| 181 | 12-12 | Santiago Silva y Florencia Vigna (4)             | [ 179 ] |
| 182 | 13-12 | Virginia da Cunha                                | [ 180 ] |
| 183 | 14-12 | Rolando Pisanú "Pisanú Junior"                   | [ 181 ] |
| 184 | 17-12 | Juan Pablo González                              | [ 182 ] |
| 185 | 18-12 | Lorena Paola                                     | [ 183 ] |
| 186 | 19-12 | Celeste Muriega (2)                              | [ 184 ] |
| 187 | 20-12 | Marina Bellati                                   | [ 185 ] |
| 188 | 24-12 | Bárbara Franco (3)                               | [ 186 ] |
| 189 | 26-12 | Marcelo Iripino (2)                              | [ 187 ] |
| 190 | 27-12 | Carolina Oltra                                   | [ 188 ] |
| 191 | 28-12 | Luli Torn                                        | [ 189 ] |
| 192 | 31-12 | Fernando Bertona (3)                             | [ 190 ] |
| 193 | 02-01 | Jimena La Torre (4)                              | [ 191 ] |
| 194 | 03-01 | Matilda Blanco (3)                               | [ 192 ] |

- Programa más visto del día de Net TV
- (-)  Cantidad de veces que ha sido invitado al programa